# Сонет 85
Сонет 85 (англ. Sonnet 85) — один из 154 сонетов, написанных Уильямом Шекспиром и впервые опубликованных в 1609 году. Дата написания неизвестна, существуют разные гипотезы на этот счёт. Результаты компьютерного анализа говорят, что сонеты с 61-го по 103-й были написаны к началу 1590-х годов и после этого почти не редактировались, но не все исследователи с этим согласны. Возможно, Шекспир редактировал все сонеты до момента их публикации.
Предположительно первое издание не было авторизованным. Тем не менее начиная с 1711 года сонеты публикуются в той же последовательности, и учёные на основе изначальной нумерации раскрывают историю любовного треугольника, которая служит подтекстом для всего цикла.
85-й сонет относится к числу стихотворений, посвящённых другу: в них Шекспир обращается к не названному по имени молодому мужчине. Личность последнего остаётся загадкой, но в большинстве гипотез фигурируют Генри Ризли, 3-й граф Саутгемптон, и Уильям Герберт, 3-й граф Пембрук.
В 85-м сонете Шекспир продолжает говорить о поэте-сопернике, настаивая на том, что молчаливое восхищение красотой друга лучше любых риторических ухищрений. Исследователи видят иронию в том, что этот сонет, как и ряд других на ту же тему, выстроен по всем законам риторического искусства. Использованное в тексте слово «гимн» некоторые шекспироведы считают аргументом в пользу идентификации поэта-соперника как Джорджа Чапмена, автора книги «Тень ночи: Два поэтических гимна» (1594).
Как почти все сонеты Шекспира (кроме 145-го), 85-й сонет написан пятистопным ямбом.